# 哈斯木汗 (阿勒泰首领)
哈斯木汗（Қасымхан Әжіұлы，Қасымхан Ажыұлы, 1843—1891年2月6日），清朝末年阿勒泰地区哈萨克族克烈部首领，库库岱之孙，阿吉之子。

## 名字
哈斯木汗名字在清代资料中也被记作哈苏木罕、哈森木罕、

## 生平
同治三年（1864年），清政府与沙俄签订《勘分西北界约记》，丧失了巴尔喀什湖以东以南数十万平方公里领土，根据该条约，在新丧失区域游牧的哈萨克人被划归俄国。由于正值同治新疆回变，清政府并不能有效控制西北边境，十万多俄属哈萨克人越过新划边界迁入中国。其中，哈斯木汗随父亲阿吉公率部属南下迁至萨吾尔山。
光绪十六年十二月二十八日（1981年2月6日），哈斯木汗去世。